# 제네텍
제네텍(Genetec)은 비디오 감시, 출입 통제  및 번호판 인식 등 보안 솔루션을 제공하는 캐나다의 기업으로 소프트웨어 개발자이자 수학자인 피에르 라츠(Pierre Racz)1에 의해 1997년 캐나다 퀘벡의 몬트리올에서 설립되었다.

## 역사
제네텍은 IBM 및 Matrox에서 근무하였던 소프트웨어 개발자이자 수학자인 피에르 라츠에 의해 1997년 몬트리올에서 설립되었다. 라츠는 직관적이고 사용하기 쉬운 보안 소프트웨어를 개발하기 위해 제네텍을 창립했다.

## 제품 및 서비스
제네텍은 기업, 정부 및 기타 조직을 대상으로 비디오 감시, 출입 통제 및 번호판 인식 등의 보안 솔루션을 제공한다. 이 회사의 주력 제품은 다양한 보안 시스템을 하나의 인터페이스로 융합하는 Security Center 플랫폼이다.
소프트웨어 제공 외에도 제네텍은 기술 지원, 교육 및 컨설팅 서비스를 제공한다.
시큐리티 센터 플랫폼: 비디오 감시, 출입 통제 및 차량 번호판 인식 등 다양한 보안 시스템을 통합하는 융합 보안 플랫폼이다.

### 제네텍(Genetec)이 제공하는 제품 목록
Omnicast 비디오 관리 시스템: IP 카메라 및 인코더를 지원하는 비디오 관리 시스템(VMS).
Synergis 출입 통제 시스템: 다양한 인증 방법을 지원하는 소프트웨어 기반 출입 통제 시스템.
AutoVu 차량 번호판 인식 시스템: 보안 시스템과 통합할 수 있는 차량 번호판 인식 시스템.
Stratocast 클라우드 기반 비디오 관리 시스템: 어디서나 접속할 수 있는 클라우드 기반 비디오 관리 시스템.
Clearance 디지털 증거 관리 시스템: 비디오 증거의 관리를 간편하게 하는 디지털 증거 관리 시스템.

## 수상내역
제네텍은 제품 및 서비스로 다양한 상을 수상했다. 
2019년:  AutoVu SharpZ3 번호판 인식 카메라로 Security Today New Product of the Year Awards수상
2019년:  Security Center 플랫폼으로 ASTORS Homeland Security Awards 수상.
2020년: Clearance 디지털 증거 관리 시스템으로 Security Today New Product of the Year Awards 수상
2020년:  AutoVu MLC 번호판 인식 카메라로 ASTORS Homeland Security Awards 수상.
2022년: Streamvault로 CyberSecured Award for Enterprise Security 수상 
2022년: 미국 OSPA Awards에서 최고의 보안 제조업체로 선정
2022년: New Product of the Year Awards 수상
2023년: 비디오 감시 보안 솔루션으로 Security Sales & Integration에서 Security Solutions Awards 수상
2024년: Citigraf, The Govies Awards에서 빅데이터 분석상 수상